# Ницавим (недельная глава)

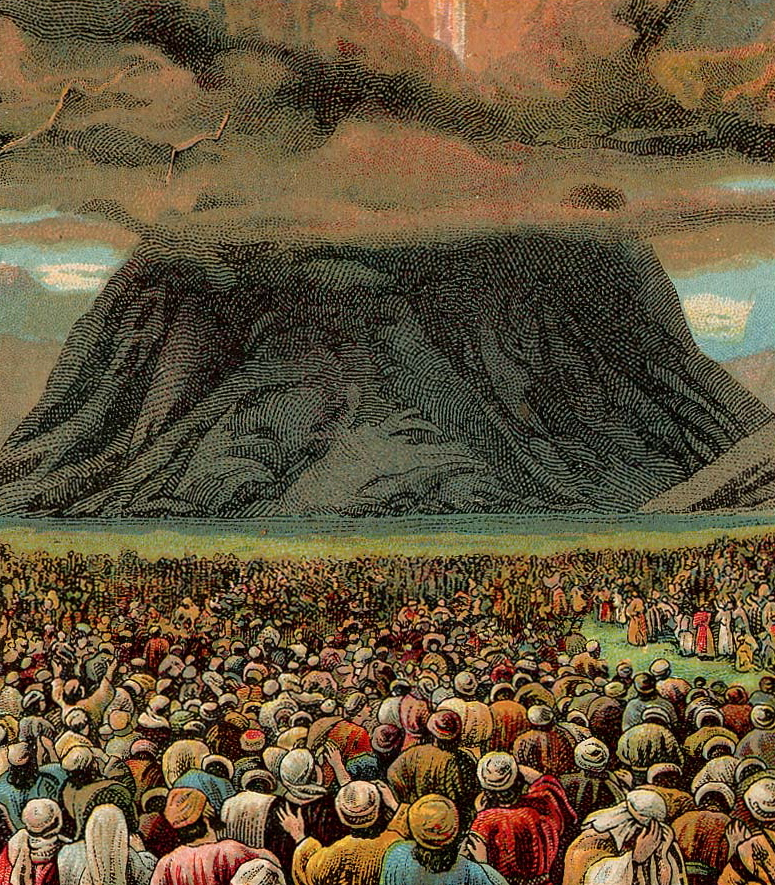
Откровение на горе Синай. Иллюстрация, изданная в 1907 году Providence Lithograph Company.

Ницавим (ивр. נִצָּבִים‎) — одна из 54 недельных глав-отрывков, на которые разбит текст Пятикнижия (Хумаша). 51-й раздел Торы, 8-й раздел книги Второзакония.

## Краткое содержание
Глава включает в себя некоторые фундаментальные принципы иудаизма. Моше предупреждает об Изгнании и об опустошении Израиля, которое последует в результате того, что евреи оставят законы Всевышнего. Но затем он пророчествует об обратном процессе. В главе также говорится о непреходящей актуальности Торы и свободе выбора.